# Fanuatapu (Vavaʻu)
Fanuatapu (auch: Fānautapu) ist eine winzige unbewohnte Insel in der tonganischen Inselgruppe Vavaʻu.

## Geographie
Fanuatapu ist ein kleines Inselchen zwischen Tapana und Kapa. Sie gehört zum Riff südöstlich des Zentrums von Vavaʻu.

## Klima
Das Klima ist tropisch heiß, wird jedoch von ständig wehenden Winden gemäßigt. Ebenso wie die anderen Inseln der Vavaʻu-Gruppe wird Fanuatapu gelegentlich von Zyklonen heimgesucht.